# Джонбенет Ремсі

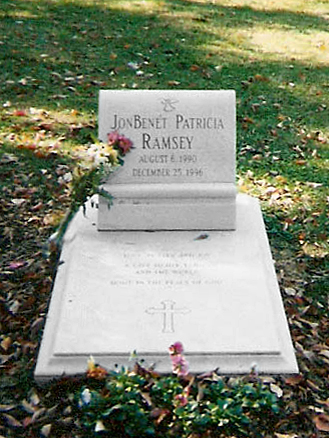
Могила Джонбенет Ремзі

Джонбене́т Патри́сія Ре́мсі (англ. JonBenét Patricia Ramsey), (нар.6 серпня 1990 — †25 грудня 1996) — американська дівчинка, учасниця конкурсів краси для дітей, жертва резонансного вбивства. Незважаючи на зусилля поліції, затримання декількох підозрюваних, в тому числі й її батьків, та значний розголос у пресі, це вбивство залишається нерозкритим.

## Обставини справи
25 грудня 1996 року о 5:52 ранку, батьки дівчинки Петсі і Джон Ремсі подзвонили у поліцію і повідомили, що із її власної кімнати зникла їх дочка Джонбенет. Незабаром, поліція знайшла записку з вимогою викупу за повернення дитини у 118 тисяч доларів, але через декілька годин у підвалі було знайдене тіло мертвої Джонбенет. Дівчинка померла від задушення та травми голови, на тілі були виявлені сліди сексуального насилля. Такий зухвалий злочин став справжньою сенсацією у США і широко висвітлювався у пресі та на телебаченні.
Через відсутність видимих слідів злому, підозра швидко впала на батьків дівчинки. До того ж, записка з вимогою викупу здавалася поліції занадто підозрілою: сума викупу у 118 тисяч точно збігалася з розміром преміальної виплати, яку Джон Ремсі отримав під Різдво від свого роботодавця, і папір, яким користувався вбивця теж був знайдений у будинку. Крім того, батьки швидко найняли адвоката і неохоче співпрацювали зі слідством. Все це посилювало підозри на причетність батьків до вбивства. Преса, та телебачення, які широко освічували кожний аспект справи, також піддавали критиці участь 6-річної дівчинки у конкурсах краси і звинувачували батьків у експлуатації дитини.
Розслідування вбивства Джонбенет тривало більше двох років. У жовтні 1999 року, суд заслухав обставини справи і не зміг пред'явити звинувачення ні батькам, ні будь-кому іншому. Несподівано, у 2006 році поліція арештувала колишнього вчителя дівчинки Джона Марка Карра, який сам зізнався у вбивстві, проте аналіз ДНК не підтвердив його причетність до злочину і його звільнили. Справа вбивства Джонбенет стала однією з найбільш резонансних в історії США і залишається нерозкритою.